# Menelaus Ridge
Menelaus Ridge är en bergstopp i Antarktis. Den ligger i Västantarktis. Argentina, Chile och Storbritannien gör anspråk på området. Toppen på Menelaus Ridge är 1 842 meter över havet, eller 111 meter över den omgivande terrängen. Bredden vid basen är 1,7 km.
Terrängen runt Menelaus Ridge är kuperad åt nordväst, men åt sydost är den bergig. Trakten är obefolkad. Det finns inga samhällen i närheten. 